# Рудолф Дауман
Рудолф Хајнрих Дауман (Гохлау у близини Срода Слонска, 2. новембар 1896 — Потсдам, 30. новембар 1957) био је немачки писац и новинар посвећен писању историјских романа и тинејџерских књига на егзотичне теме.

## Биографија
Дауман потиче из породице пољопривредника. Радио је као учитељ у основној школи. Тешко је рањен у Првом светском рату. Двадесетих година понекад је обављао своју наставничку каријеру, али је обавио и опсежна путовања као дописник за немачке новине из Африке и Америке. Након што је описао радни спор Шлеских рудара из 1832. године и њихов штрајк у свом првом роману 1932. године, Хитлерови националсоцијалисти су га отпустили из школске службе 1933. године. У наредним годинама Дауман је објавио низ утопијских тривијалних романа у традицији Ханса Доминика. 1943. године његове романе је забранила националсоцијалистичка цензура. Дауман је потом отишао у Аустрију, где се придружио илегалној Комунистичкој партији Аустрије (КПО), а од 1944. био је активан у отпору. Године 1946, вратио се у Немачку; отишао је да живи у Совјетску зону. Педесетих година био је слободни писац и живео је у Потсдаму. Године 1957, добио је награду Теодор Фонтане у округу Потсдам.
Након његове пролетерске и утопијске фазе, Дауман је после 1950. године писао, поред неких историјских романа, углавном тинејџерске књиге о егзотичним темама. Објављивао је романе под својим именом, а користио је и псеудониме Хаерд и Рудолф Хард. Код нас је Дауманов роман Пропаст Дакота Индијанаца превео Ото Шолц и издала га је 1965. Младост у Загребу.

## Романи
- Штрајк, Берлин, 1932
- Танак као љуска од јаја, Минхен, 1934
- Снага од сунца, Берлин, 1937.
- Крај злата, Берлин, 1938.
- Опасност од универзума, Берлин, 1938.
- Патрол против смрти, Берлин, 1939.
- Авантура са Венусом, Берлин, 1940.
- Острво од 1000 чуда, Берлин, 1940.
- Протуберанце, Берлин, 1940.
- Црна година, Берлин, 1949.
- Аларм у сланој планини, Берлин, 1954.
- Андски вук, Берлин, 1954.
- Слобода или банане, Берлин, 1954.
- Срца у олуји, Берлин, 1954.
- Марицови козаци, Берлин, 1954.
- Разбојници Рауе, Берлин, 1954.
- Киви Киви дијаманти, Берлин, 1955.
- Мауки, Бушман, Берлин, 1955.
- Корњаче на Ориноку, Берлин, 1955.
- Бурни дани на Рајни, Берлин, 1955.
- Татанка-Јотанка, Берлин, 1955.
- Смртна вожња Дакотом, Берлин, 1955.
- Скоро Ано Тобак, Берлин, 1956.
- Змајеви живе, Берлин, 1956.
- Окапи, погрешан коњ Јонстон, Берлин, 1956.
- Четири стреле Чејена, Берлин, 1957.
- Пропаст Дакота Индијанаца, Берлин, 1957. (Младост, Загреб, 1965) Превео: Ото Шолц.
- Човек са мачетом, Берлин, 1968.